# Elecciones municipales de San Juan de Lurigancho de 2018
Las elecciones municipales de San Juan de Lurigancho de 2018 se llevaron a cabo el domingo 7 de octubre de 2018 para elegir al alcalde y al Concejo Distrital de San Juan de Lurigancho. La elección se celebró simultáneamente con elecciones regionales y municipales (provinciales y distritales) en todo el Perú.

## Composición del Concejo Distrital de San Juan de Lurigancho
La siguiente tabla muestra la composición del Concejo Distrital de San Juan de Lurigancho antes de las elecciones:
| Partidos | Partidos                 | Regidores |
| -------- | ------------------------ | --------- |
|          | Alianza para el Progreso | 9         |
|          | Solidaridad Nacional     | 3         |
|          | Diálogo Vecinal          | 1         |
|          | Fuerza Popular           | 1         |
|          | Somos Perú               | 1         |

## Partidos y candidatos
A continuación se muestra una lista de los partidos y candidatos que participaron en la elección: 
| Candidatura | Candidatura | Partidos y alianzas                                               | Candidatos | Candidatos                             | Ideología                                                                    | Ref. |
| ----------- | ----------- | ----------------------------------------------------------------- | ---------- | -------------------------------------- | ---------------------------------------------------------------------------- | ---- |
|             |             | Lista - Alianza para el Progreso (APP)                            |            | Hober Medrano Aguilar                  | Liberalismo económico Conservadurismo liberal                                |      |
|             |             | Lista - Avanza País (AvP)                                         |            | Indira Francesca Chiroque Vallejos     | Conservadurismo liberal Liberalismo clásico                                  |      |
|             |             | Lista - Democracia Directa (DD)                                   |            | Brenda Deidamis Lizano Tejada          | Socialismo Nacionalismo de izquierda Ecologismo                              |      |
|             |             | Lista - Frente Amplio (FA) – Tierra y Libertad (TyL)              |            | Victor Hugo Alfaro Contreras           | Socialismo Ecologismo Socialdemocracia Descentralización                     |      |
|             |             | Lista - Frente Popular Agrícola del Perú (Frepap)                 |            | Abdon Vijay Vela Inuma                 | Israelismo Fundamentalismo cristiano Agrarismo Populismo                     |      |
|             |             | Lista - Fuerza Popular (FP)                                       |            | Pedro Dolores Ángulo Acevedo           | Fujimorismo Conservadurismo social Populismo de derecha                      |      |
|             |             | Lista - Juntos por el Perú (JP) – Partido Humanista Peruano (PHP) |            | Herberht Osirio Villafan Broncano      | Socialismo democrático Socialdemocracia Progresismo Humanismo Ecologismo     |      |
|             |             | Lista - Partido Aprista Peruano (APRA)                            |            | Nemith Bernardita Gamboa Giron         | Aprismo Conservadurismo social Populismo de derecha                          |      |
|             |             | Lista - Partido Popular Cristiano (PPC)                           |            | Ángel Franci Ormeño Ortiz              | Democracia cristiana Conservadurismo social Liberalismo económico            |      |
|             |             | Lista - Peruanos Por el Kambio (PPK)                              |            | Antonio Sigifredo Del Castillo Miranda | Liberalismo económico Conservadurismo progresista                            |      |
|             |             | Lista - Perú Nación (PN)                                          |            | Edgar Freddy Cotrina Alva              | Conservadurismo social Democracia cristiana                                  |      |
|             |             | Lista - Perú Patria Segura (PPS)                                  |            | Americo Zegarra Acuña                  | Fujimorismo Conservadurismo liberal Liberalismo económico                    |      |
|             |             | Lista - Podemos por el Progreso del Perú (PP)                     |            | Álex Gonzáles Castillo                 | Conservadurismo social Populismo Nacionalismo                                |      |
|             |             | Lista - Restauración Nacional (RN)                                |            | Mauricio Rabanal Torres                | Liberalismo económico Conservadurismo social Humanismo cristiano Evangelismo |      |
|             |             | Lista - Siempre Unidos (SU) – Renacimiento Unido Nacional (RUNA)  |            | Napoleón Becerra García                | Fujimorismo Partido atrapalotodo                                             |      |
|             |             | Lista - Solidaridad Nacional (SN)                                 |            | Jenny Vicky Ortega Flores              | Conservadurismo liberal Liberalismo económico                                |      |
|             |             | Lista - Somos Perú (SP)                                           |            | Jesús Maldonado Amao                   | Democracia cristiana Conservadurismo social                                  |      |
|             |             | Lista - Unión por el Perú (UPP)                                   |            | Miguel Ángel Medina Matos              | Etnocacerismo Nacionalismo de izquierda Ultranacionalismo                    |      |
|             |             | Lista - Vamos Perú (VP)                                           |            | Julia Elita Cahua Caballero            | Populismo Socialdemocracia                                                   |      |

### Listas improcedentes/ inadmisibles/ en apelación
A continuación se muestra una lista de los partidos y candidatos que fueron declarados improcedentes para participar en dicha elección: 
| Candidatura | Candidatura | Partidos y alianzas             | Candidatos | Candidatos                         | Ideología                                                 | Estado de la lista | Situación/Motivo | Ref. |
| ----------- | ----------- | ------------------------------- | ---------- | ---------------------------------- | --------------------------------------------------------- | ------------------ | ---------------- | ---- |
|             |             | Lista - Acción Popular (AP)     |            | Walter Percival Mendoza Ayala      | Partido atrapalotodo                                      | Improcedente       |                  |      |
|             |             | Lista - Perú Libertario (PL)    |            | Gustavo Saavedra Herbachi          | Socialismo del siglo XXI Marxismo-leninismo Mariateguismo | Improcedente       |                  |      |
|             |             | Lista - Todos por el Perú (TPP) |            | Guillermo Galo Gamarra Carhuajulca | Liberalismo Humanismo Progresismo                         | Improcedente       |                  |      |

## Resumen de propuestas
Los principales problemas de San Juan de Lurigancho son seguridad ciudadana y delincuencia, Limpieza pública o recojo de basura y
falta o mal estado de áreas verdes.

## Sondeos de opinión
Las siguientes tablas enumeran las estimaciones de la intención de voto en orden cronológico inverso, mostrando las más recientes primero y utilizando las fechas en las que se realizó el trabajo de campo de la encuesta. Cuando se desconocen las fechas del trabajo de campo, se proporciona la fecha de publicación.
Leyenda:
     Sondeo realizado en el periodo de prohibición legal de la difusión de sondeos de intención de voto.

### Intención de voto
La siguiente tabla enumera las estimaciones ponderadas (sin incluir votos en blanco y nulos) de la intención de voto.
|                                |                |     |      |      |      |      |     |      |      |      |  |  |
| Elecciones municipales de 2018 | 7 oct 2018     | —   | 15.4 | 14.8 | 9.7  | 8.4  | 7.7 | 6.8  | 6.1  | 0.6  |  |  |
|                                |                |     |      |      |      |      |     |      |      |      |  |  |
| Ipsos Perú/América             | 7 oct 2018     | ?   | 15.4 | 14.9 | 11.0 | 8.9  | –   | –    | –    | 0.5  |  |  |
| Datum Internacional/Latina     | 7 oct 2018     | ?   | 16.3 | 14.5 | 10.2 | 7.8  | –   | –    | –    | 1.8  |  |  |
| Ipsos Perú/América             | 7 oct 2018     | ?   | 15.0 | 16.1 | 11.1 | 9.0  | –   | –    | –    | 1.1  |  |  |
| Datum Internacional/Latina     | 7 oct 2018     | ?   | 17.9 | 14.0 | 10.4 | –    | –   | 8.8  | –    | 3.9  |  |  |
| CPI                            | 26–29 sep 2018 | 400 | 18.1 | 34.4 | 14.4 | 16.3 | 8.5 | 18.4 | 18.4 | 16.0 |  |  |
| Ipsos Perú/El Comercio         | 4–5 sep 2018   | 312 | –    | 17.7 | 11.3 | 11.3 | 8.1 | 6.5  | 3.2  | 6.4  |  |  |
| CPI                            | 20–24 jul 2018 | 350 | 2.3  | 26.3 | 5.8  | 17.5 | 1.8 | 7.8  | 2.5  | 8.8  |  |  |

### Preferencias de voto
La siguiente tabla enumera las preferencias de voto en bruto (incluyendo blancos, viciados y sin respuesta) y no ponderadas.
| Encuestadora/Medio             | Fecha          | Muestra | Álex Gonzáles | Jesús Maldonado | Hober Medrano | Giancarlo Calderón | Brenda Lizano | Mauricio Rabanal | Edgar Saldaña | B/V  | NS/NO | Dif. |  |  |  |
| ------------------------------ | -------------- | ------- | ------------- | --------------- | ------------- | ------------------ | ------------- | ---------------- | ------------- | ---- | ----- | ---- |  |  |  |
| Encuestadora/Medio             | Fecha          | Muestra |               |                 |               |                    |               |                  |               |      |       |      |  |  |  |
| Elecciones municipales de 2018 | 7 oct 2018     | —       | 12.3          | 11.9            | 7.8           | 6.7                | 6.2           | 5.5              | 4.9           | 19.8 | –     | 0.4  |  |  |  |
|                                |                |         |               |                 |               |                    |               |                  |               |      |       |      |  |  |  |
| CPI                            | 26–29 sep 2018 | 400     | 10.4          | 19.8            | 8.3           | 9.4                | 4.9           | 10.6             | 10.6          | 32.3 | 10.2  | 9.2  |  |  |  |
| Ipsos Perú/El Comercio         | 4–5 sep 2018   | 312     | –             | 11              | 7             | 7                  | 5             | 4                | 2             | 25   | 13    | 4    |  |  |  |
| CPI                            | 20–24 jul 2018 | 350     | 0.9           | 10.5            | 2.3           | 7.0                | 0.7           | 3.1              | 1.0           | 29.8 | 30.2  | 3.5  |  |  |  |

## Resultados

### Sumario general
| |                                           |              |              |              |           |           |
| Partidos y coaliciones                                                                                     | Partidos y coaliciones                    | Voto popular | Voto popular | Voto popular | Regidores | Regidores |
| Partidos y coaliciones                                                                                     | Partidos y coaliciones                    | Votos        | %            | +/−          | Total     | +/−       |
| | Podemos por el Progreso del Perú (PP)     | 77,847       | 15.40        | Nuevo        | 9         | +9        |
| | Somos Perú (SP)                           | 74,915       | 14.82        | +7.00        | 2         | +1        |
| | Alianza para el Progreso (APP)            | 49,077       | 9.71         | –19.26       | 1         | –8        |
| | Fuerza Popular (FP)                       | 42,283       | 8.37         | –1.76        | 1         | ±0        |
| | Democracia Directa (DD)                   | 38,931       | 7.70         | +6.24        | 1         | +1        |
| | Restauración Nacional (RN)                | 34,546       | 6.84         | +5.01        | 1         | +1        |
| | Perú Patria Segura (PPS)                  | 31,065       | 6.15         | +4.65        | 0         | ±0        |
| | Frente Popular Agrícola del Perú (Frepap) | 29,879       | 5.91         | Nuevo        | 0         | ±0        |
| | Unión por el Perú (UPP)                   | 21,331       | 4.22         | n/a          | 0         | ±0        |
| | Partido Popular Cristiano (PPC)           | 18,183       | 3.60         | +0.81        | 0         | ±0        |
| | Frente Amplio (FA)                        | 15,564       | 3.08         | +2.75        | 0         | ±0        |
| | Perú Nación (PN)                          | 15,478       | 3.06         | Nuevo        | 0         | ±0        |
| | Vamos Perú (VP)                           | 11,453       | 2.27         | +1.43        | 0         | ±0        |
| | Solidaridad Nacional (SN)                 | 10,743       | 2.13         | –20.23       | 0         | –2        |
| | Siempre Unidos (SU)                       | 9,472        | 1.87         | –1.63        | 0         | ±0        |
| | Juntos por el Perú (JP)1                  | 7,317        | 1.45         | +0.86        | 0         | ±0        |
| | Avanza País (AvP)                         | 7,185        | 1.42         | Nuevo        | 0         | ±0        |
| | Partido Aprista Peruano (APRA)            | 5,285        | 1.05         | –3.41        | 0         | ±0        |
| | Peruanos Por el Kambio (PPK)              | 4,811        | 0.95         | Nuevo        | 0         | ±0        |
| |                                           |              |              |              |           |           |
| Total | Total                                     | 505,365      |              |              | 15        | ±0        |
| |                                           |              |              |              |           |           |
| Votos válidos                                                                                              | Votos válidos                             | 505,365      | 80.16        | –7.35        |           |           |
| Votos en blanco                                                                                            | Votos en blanco                           | 50,956       | 8.08         | +4.21        |           |           |
| Votos nulos                                                                                                | Votos nulos                               | 74,093       | 11.75        | +3.13        |           |           |
| Votos emitidos                                                                                             | Votos emitidos                            | 630,414      | 84.26        | –1.47        |           |           |
| Abstenciones                                                                                               | Abstenciones                              | 117,788      | 15.74        | +1.47        |           |           |
| Votantes registrados                                                                                       | Votantes registrados                      | 748,202      |              |              |           |           |
| |                                           |              |              |              |           |           |
| Fuente: |                                           |              |              |              |           |           |
| Notas al pie: 1 Comparado con los resultados de Partido Humanista Peruano (PHP) en las elecciones de 2014. |                                           |              |              |              |           |           |
| Notas al pie:                                                                                              |                                           |              |              |              |           |           |
| 1 Comparado con los resultados de Partido Humanista Peruano (PHP) en las elecciones de 2014.               |                                           |              |              |              |           |           |

### Concejo Distrital de San Juan de Lurigancho
| Cargo                                        | Autoridad electa            | Partido político | Partido político         |
| -------------------------------------------- | --------------------------- | ---------------- | ------------------------ |
| Alcalde Distrital de San Juan de Lurigancho  | Álex Gonzáles Castillo      |                  | Podemos Perú             |
| Regidora Distrital de San Juan de Lurigancho | Jenifer Ccente Mauricio     |                  | Podemos Perú             |
| Regidor Distrital de San Juan de Lurigancho  | Ángel Tafur del Águila      |                  | Podemos Perú             |
| Regidor Distrital de San Juan de Lurigancho  | José Yauricasa Luna         |                  | Podemos Perú             |
| Regidor Distrital de San Juan de Lurigancho  | Claudio Gregorio Segura     |                  | Podemos Perú             |
| Regidor Distrital de San Juan de Lurigancho  | Óscar Herquinio Luna        |                  | Podemos Perú             |
| Regidora Distrital de San Juan de Lurigancho | María Zelada Ortiz          |                  | Podemos Perú             |
| Regidor Distrital de San Juan de Lurigancho  | Pedro Arias Vivar           |                  | Podemos Perú             |
| Regidor Distrital de San Juan de Lurigancho  | Edie Conislla Ramírez       |                  | Podemos Perú             |
| Regidora Distrital de San Juan de Lurigancho | Evelyn Alonzo Ramírez       |                  | Podemos Perú             |
| Regidor Distrital de San Juan de Lurigancho  | Pavel Capcha Poma           |                  | Somos Perú               |
| Regidor Distrital de San Juan de Lurigancho  | Saúl Usquiano Ávila         |                  | Somos Perú               |
| Regidora Distrital de San Juan de Lurigancho | Pamela Pumacayahua Quispe   |                  | Alianza para el Progreso |
| Regidor Distrital de San Juan de Lurigancho  | Giancarlo Calderón Zevallos |                  | Fuerza Popular           |
| Regidor Distrital de San Juan de Lurigancho  | Hugo de la Cruz Malca       |                  | Democracia Directa       |
| Regidor Distrital de San Juan de Lurigancho  | Nicolás Balbin Olivera      |                  | Restauración Nacional    |